# Stadtwerke Potsdam
Die Stadtwerke Potsdam GmbH (SWP) ist ein kommunales Unternehmen der Stadt Potsdam und unter anderem in den Geschäftsfeldern Energieversorgung, Wasserver- und -entsorgung, Abfallentsorgung, öffentlicher Personennahverkehr (ViP Verkehrsbetrieb Potsdam), Stadtbeleuchtung und dem Betrieb öffentlicher Bäder tätig.

## Geschichte
Die Stadtwerke Potsdam GmbH wurde am 6. Oktober 2000 nach Beschluss der Potsdamer Stadtverordnetenversammlung vom 31. März 1999 gegründet. Unter dem Stadtwerke-Dach wurden die Energieversorgung Potsdam GmbH (EVP), die Wasserbetrieb Potsdam GmbH (WBP), die Stadtentsorgung Potsdam GmbH (STEP) und die ViP Verkehrsbetrieb Potsdam GmbH (ViP) zusammengefasst, was am 8. Dezember 2000 im Potsdamer Nikolaisaal feierlich begangen wurde. Am 1. Juli 2002 fusionierten EVP und WBP zur Energie und Wasser Potsdam GmbH (EWP). Im Jahr 2005 kam die Bäderlandschaft Potsdam GmbH (BLP), 2009 bis 2024 die Kommunale Fuhrparkservice Potsdam GmbH (KFP) und 2010 die Stadtbeleuchtung Potsdam GmbH (SBP) hinzu. Im Jahr 2016 wurde eine Umstrukturierung angekündigt, die größeren Tochterbetriebe sollten aber weiterhin im Wesentlichen selbständig agieren.

## Bedeutung
Die Stadtwerke Potsdam gehören zu den 25 größten Unternehmen Brandenburgs und sind mit etwa 1.700 Mitarbeitern einer der größten Arbeitgeber von Potsdam. Als Anteilseigner sind E.DIS mit 35 % an der Energie und Wasser Potsdam GmbH und Remondis mit 49 % an der Stadtentsorgung Potsdam GmbH beteiligt.
Etwa 60.000 Haushalte werden mit Fernwärme versorgt. Dazu betreiben die Stadtwerke Potsdam unter anderem das Heizkraftwerk Potsdam-Süd.
Die Stadtwerke Potsdam sind „Anerkannter Ausbildungsbetrieb“ der IHK Potsdam und gehören mit 60 Auszubildenden zu den größten Ausbildungsbetrieben in Potsdam.